# Rolf Maurer
Rolf Maurer (Hedingen, 16 de abril de 1938) fue un ciclista suizo, que fue profesional entre 1960 y 1969. Durante su carrera profesional consiguió 12 victorias. El mejor año de su carrera fue el 1964, cuando ganó la Vuelta en Suiza, el Tour de Romandía y una etapa al Giro de Italia.

## Palmarés
- 1960
  - 1.º en el Giro del Mendrisiotto
  - Vencedor de 2 etapas de la Vuelta a Túnez
- 1961
  - 1.º en el Campeonato de Zúrich
- 1963
  - Vencedor de una etapa del Tour del Porvenir
  - Vencedor de una etapa del Tour de Romandía
- 1964
  - 1.º en el Tour de Romandía
  - 1.º en la Vuelta a Suiza  y vencedor de 2 etapas
  - Vencedor de una etapa del Giro de Italia
- 1966
  - Vencedor de una etapa de la Tirreno-Adriático
- 1968
  - 1.º en el Tour de los Cuatro-Lados
  - 1.º en el Gran Premio Campagnolo
  - Vencedor de una etapa de la Vuelta a Suiza

### Resultados al Giro de Italia
- 1964. 9.º de la clasificación general. Vencedor de una etapa
- 1966. 10.º de la clasificación general
- 1967. 25.º de la clasificación general
- 1968. 41.º de la clasificación general